# 아이언하트
《아이언하트》(영어: Ironheart)는 디즈니+에서 2025년 6월부터 방영된 미국의 공상 과학, 슈퍼히어로 드라마이다. 배우 도미니크 손이 주인공 아이언하트 역을 맡는다.

## 출연진
- 도미니크 손 - 리리 윌리엄스 / 아이언하트
- 앤서니 라모스 - 파커 로빈스 / 후드
- 올든 에런라이크 - 조 맥길리커디
- 리릭 로스 - 내털리 워싱턴
- 매슈 엘럼 - 제이비어 워싱턴
- 앤지 화이트 - 로니 윌리엄스
- 매니 몬태나 - 존
- 셰이 쿨레이 - 슬러그
- 짐 래시 - MIT 학장
- 하퍼 앤서니
- 조이 터레이키스
- 리건 알리야
- 샤키라 바레라
- 라시다 올라이월라
- 소니아 데니스
- 폴 칼데론
- 크리 서머
- 사샤 배런 코언